# Pyramids (dal)
A Pyramids Frank Ocean amerikai énekes dala, amely a második kislemezként jelent meg Channel Orange (2012) című debütáló stúdióalbumáról. A dalt Ocean szerezte és a producere Malay, illetve Om’Mas Keith voltak. A dalon gitározott ezek mellett John Mayer, bár szólója nincs megjelölve a közreműködések között. 2012. június 7-én Ocean a Tumblr oldalon mutatta be a dal egy rövid részletét, majd egy nappal később kiadta a teljes, 10 perces kislemezt SoundCloud fiókján.
A dal egy strici életét követi, és azt, ahogy szerelmes lesz egyik kliensébe. A dalban több, hosszasan feldolgozott metafora is szerepel, például utalások Kleopátrára, piramisokra és sztriptíz klubokra. A dalt méltatták a zenekritikusok és több magazin is epikusnak nevezte, kiemelve a dal hosszának ambícióját és dalszövegének tematikáját.
A dal szerepelt debütáló albumának egyik bemutató-videójában és egy olyan borítóval jelent meg, amelyen egy A Simpson család által inspirált karakter szerepelt. A videóklipet Nabil Elderkin rendezte és benne egy narancssárga autó látható. A dal 31. helyen debütált a Brit R&B-listán és a Channel Orange népszerűsítésében is fontos szerepet játszott. Ocean észak-amerikai turnéjának legtöbb állomásán előadta a számot.

## Háttér
2012. június 8-án Ocean megosztott egy két perces videót, amiben egy ismeretlen projektet népszerűsített, Channel Orange címen. A klipben lehetett látni egy luxusautót és új zenét is hallani az előadótól. Később aznap Ocean megosztotta a teljes dalt, egy videóval együtt. A dal a Pyramids címet viselte SoundCloudon. A Popdust megjegyezte, hogy „az előzetesek nem mutatnak meg mindent. Például Frank Ocean új dalának, a Pyramids-nek egy részletét lehetett hallani egy előzetesben néhány napja, de az kihagyott egy nagyon fontos részletet: ez a nyomorult dal 10 perc hosszú.” A kislemez borítóján Simpson család-karaktereket lehet látni, erotikus helyzetben.
A dal az első kislemez volt a Thinkin Bout You megjelenése óta és úgy jellemezték, mint az előadó „nagy visszatérése a rivaldafénybe.” A dal a következő album kilencedik számaként volt megjelölve. Később bejelentették, hogy a Channel Orange az énekes debütáló albuma lesz és mellette elindították az azonos nevű turnét is. A Pyramids a projekt második kislemeze a Thinkin Bout You után. A következő nap Ocean azt mondta, hogy „a Pyramids előadása a koncerteken lesz a kedvenc részem.”

## Kompozíció
A Pyramids egy 9 perces és 54 másodperces R&B-dal. Szakértők úgy írták le, mint egy „közel 10 perces eposz, ami mindent érint a klubzenétől a régimódi slow jam R&B-ig” és egy „ambíciózus dal, sok különböző mozdulatokkal.” A dal „nyögdöső” klubzenei alappal rendelkezik, pszichedelikus gitárjátékkal, ropogós szintetizátorokkal, funkkal tarkítva. Az első percei azt „a gyönyörű R&B-t tartalmazzák, amiről Ocean ismert lett,” de ez után a dal „átvált egy elektro-house alapra, Michael Jackson-inspirálta popdallamokra, hosszadalmas átmenetekre, szaxofonra és egy John Mayer-gitárszólóra. A dal egy „ókori Egyiptomból származó R&B-odüsszeia, ahol a gepárdok szabadon rohannak.”
A refrénben egy nőről beszél, aki a „piramisnál dolgozik.” Dalszövegét tekintve a szám komplikált hasonlatokat és költői képeket tartalmaz, leírva egy elképzelt helyzetet és hossza lehetőséget ad arra, hogy a sebességét könnyeden meg tudja változtatni többször is. Az első fele az ókori történelmet írja le, míg a másodikban Ocean Kleopátra stricijeként írja le magát, de a sok évig tartó közös munka során szerelmes lesz. A Pyramids szövegét valós történetek inspirálták Ocean életéből. Mikor az énekes Los Angeles-ben megkezdte pályafutását, stricikkel együtt élt és egy interjúban elmondta, hogy „az alapján a dinamika alapján megírt fantázia volt... de csak egy bizonyos pontig tudsz írni valamiről, amiről csak ennyit tudsz.” A dal történetmesélését hasonlították Bob Dylan Hurricane számához és a „Drake-generáció” himnuszának nevezték.
Egyes szakértők szerint Ocean nagyon feszegette a dal definíciójának határait a Pyramids-dzal, hiszen „több különböző elképzelés volt ezen a számon, mint a legtöbb albumon.” A kislemez hangzására nagy befolyással van az európai elektronikus zene és Prince amerikai zenész diszkográfiája az 1980-as évekből, főként a Purple Rain.

## Fogadtatás

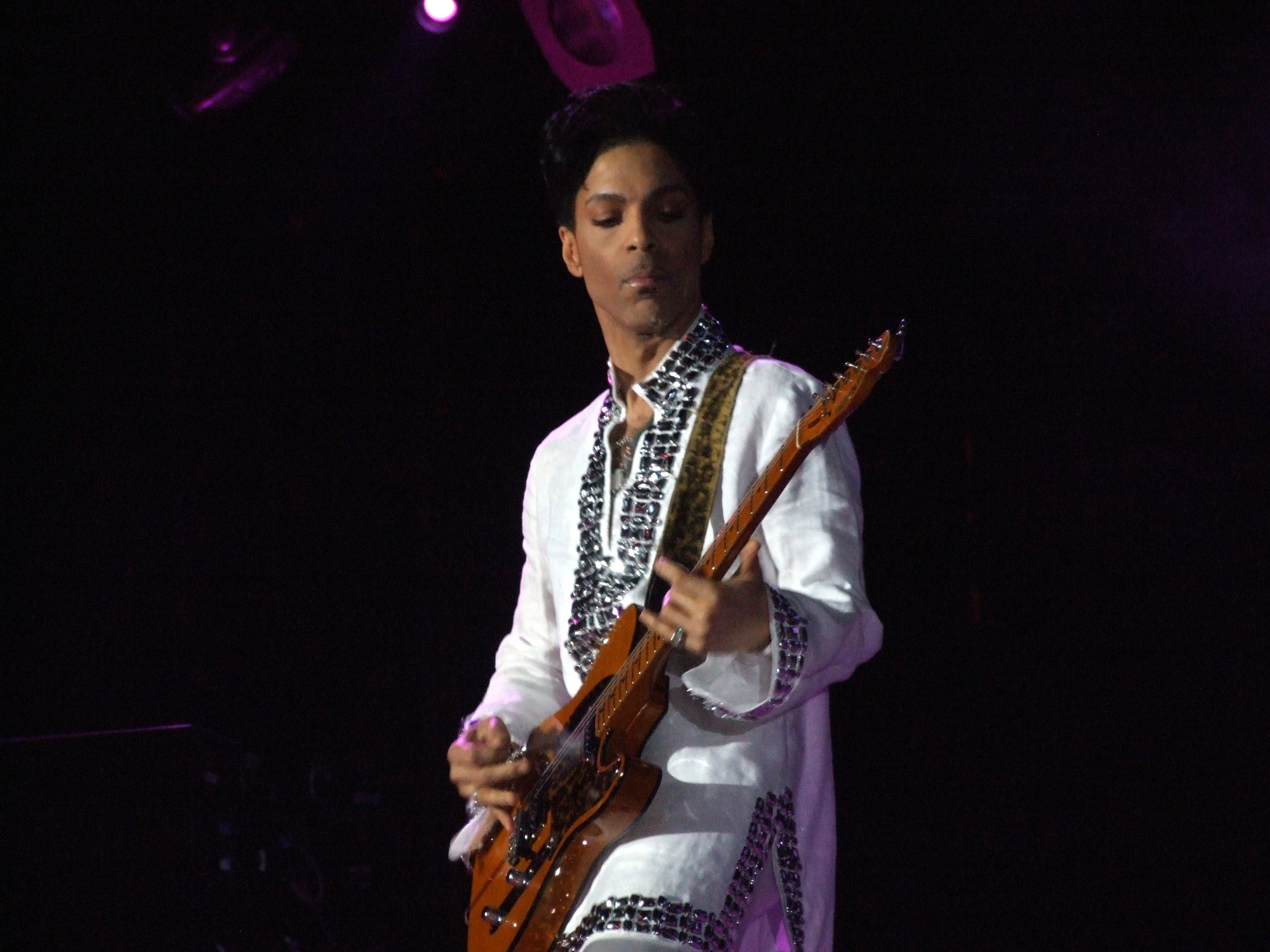
A dalt hasonlították az amerikai zenész, Prince munkásságához

A dalt általánosan méltatták a zenekritikusok. A Complex magazin a hét dalának választotta megjelenése után, majd később 2012 negyedik legjobb dalának nevezte. Siân Rowe (NME) a dalt Prince Purple Rain című számához hasonlította, azt írva, hogy a dal „az olyan típusú szám, amire elvesztegetsz órákat az életedből. Csak ezen a héten az NME legalább két napot töltött ezzel az űrfunkkal.” Evan Minsker (Pitchfork) a Legjobb új dalnak nevezte és azt írta, hogy a dal egy „tíz perces R&B-esemény, ami egy klubból az ókori Egyiptomba utazik, majd egy lassú sztripitíz bárba.” Ryan Dombal hozzátette, hogy „lényegében reinkarnálja a történelem egyik legismertebb női uralkodóját, mint egy hat hüvelykes magassarkút viselő nő.” Neil McCormick (The Telegraph) azt mondta, hogy az album „igazi varázslata.”
Melissa Locker (Time) azt írta róla, hogy „az R&B tíz perces története.” Marc Hogan (Spin) azt mondta, hogy „egy valami biztos: Ocean továbbra is olyan dalokat ad ki, amik egy jó dalszerző narratívájával és a kortárs hiphop elemeivel rendelkeznek.” John Hall (The Independent), miután Oceant a „hiphop legkeményebben dolgozó” előadójának nevezte, azon a véleményen volt a dalról, hogy „a 10 perces kislemez a kortárs pop minden stílusát érinti.” Nathan S. (DJBooth) a dalt egy „burjánzó affér”-ként írta le, megjegyezve, hogy képes egy számba helyezni „a 90-es évek funk szintetizátorait és szárnyaló gitárokat.” Alexis Petridis (The Guardian) szerint a dal annyira ambíciózus volt, hogy egy kicsit túl sok lett, de „biztosan teljesen más, mint bármi a mai R&B-ben.” Brice Ezell (PopMatters) méltatta Oceant, azt mondva, hogy egyszer kell csak meghallgatni a dalt, hogy a zenész bebetonozza magát, mint a kortárs R&B egyik legfontosabb dalszerzője.
John Calvert (The Quietus) szerint a Pyramids „struktúráját tekintve néha omladozik, de soha nem erratikus, olyan központi pontja az albumnak, ami elképzelhetetlen lett volna az előtt, hogy a The-Dream stadion R&B-je újradefiniálta volna a műfajt.” Paley Martin (Most Blunted) kijelentette, hogy a szám „sokkal több, mint egy dal: egy hallható keresztelés, egy történetet mesélő finomság, egy önelemző élmény! És hidd el, hogy amint elkezded lejátszani, ez a dal az általad kijelölt célhoz vezet.” Jason Lipshutz (Billboard) szerint az igazi zsenialitás a dal struktúrája volt: „a verzék és a refrének egymásba olvadnak, a semmiből jelennek meg ritmusok és az énekes úgy tesz, mintha egy 10 perces koncepció-darab kiegyenlítése nem lenne nagy feladat.” Chris Richards (The Washington Post) úgy írta le a számot, mint egy „becsületes funk-opusz, ami majdnem 10 perces,” megjegyezve, hogy „metaforikus rejtvényekkel van telítve, párhuzamot húzva Kleopátra és egy 21. századi prostituált között.”
Ocean Odd Future együttesének tagja, Tyler, the Creator a kedvenc dalának nevezte Twitteren. 35 szekértő értékelései alapján az Acclaimed Music a 2010-es évek 10. legjobb dalának nevezte, míg a The Village Voice Pazz & Jop szavazásán 2012 tizedik legjobbja lett. Ocean Thinkin Bout You című dala a negyedik helyet kapta ugyanezen listán.

## Slágerlisták
| Slágerlisták (2012)                               | Legmagasabb pozíció |
| ------------------------------------------------- | ------------------- |
| Belgium (Ultratip Flanders)                       | 24                  |
| Belgium (Ultratop Flanders Urban)                 | 41                  |
| Egyesült Királyság (Brit kislemezlista)           | 129                 |
| Egyesült Királyság (Brit R&B-lista)               | 21                  |
| US Bubbling Under R&B/Hip-Hop Singles (Billboard) | 3                   |
| US Hot R&B Songs (Billboard)                      | 22                  |

## Minősítések
| Régió                    | Minősítések | Példányszám |
| ------------------------ | ----------- | ----------- |
| Dánia (IFPI Danmark)     | Aranylemez  | 15 000      |
| Egyesült Államok (RIAA)  | Aranylemez  | 500 000     |
| Egyesült Királyság (BPI) | Ezüstlemez  | 200 000     |